# Octavio Paz
Octavio Paz Lozano (31 tháng 3 năm 1914 - 19 tháng 4 năm 1998) là nhà thơ, nhà văn México đoạt giải Nobel Văn học năm 1990.

## Tiểu sử
Octavio Paz sinh tại Thành phố Mexico. Là con một nhà báo nổi tiếng (Octavio Paz Solórzano), ông từ nhỏ đã đọc các tác phẩm của văn học thế giới, mười tuổi đã in thơ, 19 tuổi xuất bản tập thơ Luna Silvestre (Trăng hoang) khi đang học luật tại Đại học Quốc gia Mexico. 22 tuổi, ông sang Tây Ban Nha hoạt động xã hội, viết bài chống phát xít; năm 1939 trở về México viết báo và đấu tranh cho quyền lợi người lao động. Năm 1943, ông sang nghiên cứu văn hóa Mỹ với tư cách nghiên cứu sinh được học bổng của tổ chức Guggenheim. Thời kỳ này, Paz cho ra đời những tập thơ trữ tình đầy chất trí tuệ, hình tượng ẩn dụ như Raiz del hombre (Cội rễ con người), Entre la piedra y flora (Giữa đá và hoa), Libretad bajo palabra (Tự do dưới lời thề)...
Năm 1945, ông bắt đầu hoạt động ngoại giao ở Liên Hợp Quốc, làm đại sứ tại Pháp, Nhật Bản, Ấn Độ... Năm 1968, ông từ chức để phản đối chính quyền Mexico đàn áp sinh viên, trở về nước tiếp tục viết văn. Năm 1972, Octavio Paz trở thành thành viên Viện Hàn lâm Mexico; năm 1981 được trao giải Miguel de Cervantes. Năm 1984 nhà nước Mexico tổ chức mừng thọ ông kéo dài 5 ngày liên tục. Paz là nhà văn viết nhiều về những vấn đề của văn hóa, văn học, những suy ngẫm của ông được viết bằng một ngôn ngữ phóng khoáng, mang đậm chất thơ ca, hướng về quá khứ lịch sử và cuộc sống của ngày hôm nay. Ông được đánh giá là một trong những nhà thơ uy tín nhất viết bằng tiếng Tây Ban Nha.
Ông được tặng Giải Jerusalem năm 1977, Giải văn học quốc tế Neustadt năm 1982, Giải Hòa bình của ngành kinh doanh sách Đức năm 1984. Năm 1990, ông được trao giải Nobel với toàn thể 15 phiếu đồng tình, một điều chưa từng thấy trong lịch sử giải. Paz mất tại Thành phố Mexico.

## Tác phẩm
- Luna silvestre (Vầng trăng màu ánh bạc, 1933), thơ
- Raiz del hombre (Cội rễ con người, 1937), thơ
- Entre la piedra y flora (Giữa đá và hoa, 1941), thơ
- A la orilla del mundo (Nơi tận cùng thế giới, 1942),
- Libretad bajo palabra (Tự do dưới lời thề, 1948), thơ
- El laberinto de la soledad (Mê cung của nỗi cô đơn, 1950), biên khảo
- Aguila o sol (Chim đại bàng hay mặt trời, 1951), thơ
- El arco y la lira (Cây cung và đàn Lyre, 1956), biên khảo về thơ
- Las peras del olmo (Bóng mát cây du, 1957), phê bình văn học
- Piedra del sol (Đá mặt trời, 1957), trường ca
- Salamandra (1962), thơ
- Corriente alterna (Dòng điện xoay chiều, 1967), tiểu luận
- Blanco (1967), thơ
- East slope (Miền dốc phía Đông, 1968), thơ
- El castillo de la pureza (Lâu đài thanh khiết, 1968), tiểu luận
- Ladera Este (Bờ phía Đông, 1969), thơ
- La centena (Lúa mạch, 1969), thơ
- Posdata (Những dòng tái bút, 1970), khảo cứu
- Topoemas (Các hình thể, 1971), thơ
- Los hijos del limo (Những đứa trẻ bùn lầy, 1974), tiểu luận
- El mono gramatico (Nhà ngữ pháp khỉ, 1974), thơ
- Pasado en claro (1975), thơ
- Vuelta (1976), thơ
- Prueba del nueve (1985), thơ
- El fuego de cada día (1989), thơ

## Một số bài thơ
| Óyeme como quien oye llover Óyeme como quien oye llover, ni atenta ni distraída, pasos leves, llovizna, agua que es aire, aire que es tiempo, el día no acaba de irse, la noche no llega todavía, figuraciones de la niebla al doblar la esquina, figuraciones del tiempo en el recodo de esta pausa, óyeme como quien oye llover, sin oírme, oyendo lo que digo con los ojos abiertos hacia adentro, dormida con los cinco sentidos despiertos, llueve, pasos leves, rumor de sílabas, aire y agua, palabras que no pesan: lo que fuimos y somos, los días y los años, este instante, tiempo sin peso, pesadumbre enorme, óyeme como quien oye llover, relumbra el asfalto húmedo, el vaho se levanta y camina, la noche se abre y me mira, eres tú y tu talle de vaho, tú y tu cara de noche, tú y tu pelo, lento relámpago, cruzas la calle y entras en mi frente, pasos de agua sobre mis párpados, óyeme como quien oye llover, el asfalto relumbra, tú cruzas la calle, es la niebla errante en la noche, como quien oye llover es la noche dormida en tu cama, es el oleaje de tu respiración, tus dedos de agua mojan mi frente, tus dedos de llama queman mis ojos, tus dedos de aire abren los párpados del tiempo, manar de apariciones y resurrecciones, óyeme como quien oye llover, pasan los años, regresan los instantes, ¿oyes tus pasos en el cuarto vecino? no aquí ni allá: los oyes en otro tiempo que es ahora mismo, oye los pasos del tiempo inventor de lugares sin peso ni sitio, oye la lluvia correr por la terraza, la noche ya es más noche en la arboleda, en los follajes ha anidado el rayo, vago jardín a la deriva entra, tu sombra cubre esta página. Dos cuerpos Dos cuerpos frente a frente son a veces dos olas y la noche es océano. Dos cuerpos frente a frente son a veces dos piedras y la noche desierto. Dos cuerpos frente a frente son a veces raíces en la noche enlazadas. Dos cuerpos frente a frente son a veces navajas y la noche relámpago. Dos cuerpos frente a frente son dos astros que caen en un cielo vacío. Palpar Mis manos abren las cortinas de tu ser te visten con otra desnudez descubren los cuerpos de tu cuerpo Mis manos inventan otro cuerpo a tu cuerpo. | Nghe anh như là nghe mưa Hãy nghe anh như là nghe mưa và hãy nghe anh – một chút hững hờ – nước, như không khí, rơi tí tách, xào xạc và như không khí, thời gian ngày không tàn đêm không đến cái mặt nạ hoàng hôn treo sau cổng cái mặt nạ thời gian trong nếp gấp của dòng thơ kìm hãm hãy nghe anh như là nghe mưa em hãy lắng nghe mà chẳng nghe ra vào chính bản thân mình, em hãy ngắm rồi thiếp ngủ khi canh chừng tình cảm tí tách mỗi giọt lời lời nhẹ tênh, còn nước đang sôi: ta là những người đã từng, là những người đang sống giây phút này và năm tháng thời gian nhẹ hơn, nỗi buồn không biết lấy gì đo hãy nghe anh như là nghe mưa tất cả ánh lên như nhựa đường ẩm ướt bốc lên, rồi bơi trong hơi nước màn đêm buông xuống bằng hình dáng của em bằng đôi mắt của em nhìn vào anh còn đêm giống như khuôn mặt của tia chớp, bập bềnh trên mái tóc chạy qua đường, em đến với anh từng giọt nước rơi từ thế kỷ của mình… hãy nghe anh như là nghe mưa em đi qua đường phố sương mờ đó là màn sương bơi trên đường phố đó là đêm trên chiếc giường em đó là con sóng vỗ bờ trong hơi thở của em những ngón tay em ép vào mắt, vào vầng trán của anh những ngón tay em mí mắt của thời gian đang mở những ngày cuối tuần, những lần gặp gỡ hãy nghe anh như là nghe mưa năm tháng đi qua rồi lại về trong từng khoảnh khắc thôi mà em có nghe ra tiếng bước chân của mình đâu đó? ta nghe tiếng bước chân cả nơi này, nơi nọ cả bây giờ, cả trong ngày tháng xa xăm em hãy nghe bước chân của thời gian trên những con đường không còn dấu vết em hãy nghe trên thềm mưa rơi tí tách đêm đang chuyển màu hồng tia sáng bện vào chiếc lá như tổ ong khu vườn rùng mình thức dậy Em hãy bước vào bóng của em nằm trên trang giấy. Hai thân thể Hai thân thể đối mặt nhau Như hai con sóng bạc đầu Và đêm là biển cả. Hai thân thể đối mặt nhau Đôi khi là hai hòn đá Và đêm là sa mạc hoang vu. Hai thân thể đối mặt nhau Đôi khi là hai bộ rễ Đêm đêm vấn vít vào nhau. Hai thân thể đối mặt nhau Đôi khi là hai con dao Và đêm đêm sấm chớp. Hai thân thể đối mặt nhau Đôi khi là hai ngôi sao Rơi trong một bầu trời rỗng. Ve vuốt Bàn tay anh Vén tung bức màn trên cơ thể của em Mặc vào cho em một vẻ trần trụi mới Tìm những cơ quan trong thân thể của em. Bàn tay anh Bày đặt cho em một thân thể mới. Bản dịch của Nguyễn Viết Thắng |